# Ekslättsgård
Ekslättgård är en bebyggelse sydost om tätorten Vollsjö i Vollsjö socken i Sjöbo kommun. SCB avgränsade före 2015 för bebyggelsen i Ekslättgård och väster därom en småort namnsatt till Stenhaga och Ekslättsgård, tidigare namnsatt till Öståkra och Ekslättsgård. Området räknas från 2015 som en del av tätorten Vollsjö.